# Виконавчий продюсер
Виконавчий продюсер (також виробник медіа) — особа у розважальній- і медіа-індустрії, яка має загальну адміністративну і фінансову відповідальність за виробництво фільмів, серіалів, публікації музики і таке інше, але не бере участі в реальній технічній підготовці роботи.
ВП виступає ініціатором створення комерційного медіапродукту. ВП може здійснювати управління проєктом та/або відповідати за юридичні питання пов'язані з проєктом (наприклад, авторські права або роялті). ВП, як правило, формує бюджет і працює або не працює безпосередньо на знімальному майданчику.

## Кіно
У кіно виконавчий продюсер вирішує фінансові або творчі питання, але не керують технічними аспектами кіновиробництва. Обов'язки виконавчих продюсерів не стосуються безпосередньо фінансування або залучення інвесторів у проєкт 
Роль виконавчих продюсерів у кіноіндустрії, зросла з плином часу. У середині-наприкінці 1990-х років були в середньому трохи менше двох виконавчих продюсерів на фільм. У 2000 році, кількість зросла до 2,5 (більше, ніж кількість стандартних «продюсерів»). У 2013 році було в середньому 4,4 виконавчі продюсери у фільмі, порівняно з 3,2 стандартних «продюсерів».

## Телебачення
На телебаченні, виконавчий продюсер часто керує творчим змістом, а також фінансовими аспектами виробництва телепрограм. Деякі автори (наприклад, Стівен Дж. Кеннел і Тіна Фей) самі створювали й спродюсували телешоу. В телешоу може бути більше ніж один виконавчий продюсер тоді один з них виконує функцію головного продюсера. Ця посада відома як шоуранер, або оперативний виконавчий продюсер.
Виконавчий продюсер, який створив успішний серіал ще може вважатися його продюсером, навіть якщо він насправді подав у відставку, звільнився, або був звільнений із шоу.

## Музика
У звукозаписі вирізняють виконавчого та музичного продюсерів. Виконавчий продюсер відповідає за фінансові, організаційні та управлінські аспекти випуску, а музичний продюсер керує творчим процесом створення альбому чи синглу. Іноді виконавчий продюсер може впливати на діяльність митців через управлінські аспекти, місце та час запису, відбір і найм звукорежисерів або музикантів, і співавторів.

## Відеоігри
У відеоігровій індустрії, термін «виконавчий продюсер» — ще не має остаточного визначення. Він може стосуватися представника зовнішнього виробника, видавця гри, який працює з її розробниками У 2012 році Jay-Z був заявлений як виконавчий продюсер для НВА 2013. У цій якості він з'явився у вступі та списку розробників, підбирав пісні для саундтреку і зробив свій внесок у розробку меню та інших візуальних елементів.